# Devilry
Devilry è un EP del gruppo musicale Funeral Mist, pubblicato nel 1998 dalla Shadow Records. 

## Tracce
1. The Devil's Emissary – 4:08
2. Bringer of Terror – 3:50
3. Nightside Phantom – 3:46
4. Funeral Mist – 5:01
5. The God Supreme – 4:03

## Formazione
- Arioch - voce, chitarra, basso, testi
- Necromorbus - batteria